# Ministerio de Justicia (Israel)
El Ministerio de Justicia de Israel (en hebreo: משרד המשפטים, transliteración: Misrad HaMishpatim) es el ministerio del gobierno israelí que supervisa el sistema judicial de ese país.

## El ministro
El Ministro de Justicia (en hebreo: שר המשפטים, transliteración: Sar HaMishpatim) es el jefe político del ministerio.
A diferencia de otros ministerios, nunca ha habido un viceministro.

## Lista de ministros
| N.º  | Nombre                       | Partido                         | Duración del cargo       | Duración del cargo       |
| ---- | ---------------------------- | ------------------------------- | ------------------------ | ------------------------ |
| 1    | Pinchas Rosen                | Partido Progresista             | 14 de mayo de 1948       | 8 de octubre de 1951     |
| 2    | Dov Yosef                    | Mapai                           | 8 de octubre de 1951     | 25 de junio de 1952      |
| 3    | Haim Cohn                    | Independiente                   | 25 de junio de 1952      | 24 de diciembre de 1952  |
| (1)  | Pinchas Rosen                | Partido Progresista             | 24 de diciembre de 1952  | 13 de febrero de 1956    |
| 4    | David Ben-Gurion (como PM)   | Mapai                           | 13 de febrero de 1956    | 7 de enero de 1958       |
| (1)  | Pinchas Rosen                | Partido Progresista             | 7 de enero de 1958       | 2 de noviembre de 1961   |
| (2)  | Dov Yosef                    | Mapai                           | 2 de noviembre de 1961   | 12 de enero de 1966      |
| 5    | Yaakov Shimshon Shapira      | Mapai; Alineamiento (Laborista) | 12 de enero de 1966      | 13 de junio de 1972      |
| –    | Golda Meir (como PM)         | Alineamiento (Laborista)        | 13 de junio de 1972      | 12 de septiembre de 1972 |
| (5)  | Yaakov Shimshon Shapira      | Alineamiento (Laborista)        | 12 de septiembre de 1972 | 1 de noviembre de 1973   |
| 6    | Haim Yosef Zadok             | Alineamiento (Laborista)        | 10 de marzo de 1974      | 20 de junio de 1977      |
| –    | Menachem Begin (como PM)     | Likud                           | 20 de junio de 1977      | 24 de octubre de 1977    |
| 7    | Shmuel Tamir                 | Dash                            | 20 de octubre de 1977    | 5 de agosto de 1980      |
| 8    | Moshe Nissim                 | Likud                           | 13 de agosto de 1980     | 16 de abril de 1986      |
| 9    | Yitzhak Moda'i               | Likud                           | 16 de abril de 1986      | 23 de julio de 1986      |
| 10   | Avraham Sharir               | Likud                           | 30 de julio de 1986      | 22 de diciembre de 1988  |
| 11   | Dan Meridor                  | Likud                           | 22 de diciembre de 1988  | 13 de julio de 1992      |
| 12   | David Libai                  | Laborista                       | 13 de julio de 1992      | 18 de junio de 1996      |
| 13   | Yaakov Neeman                | Independiente                   | 18 de junio de 1996      | 10 de agosto de 1996     |
| –    | Benjamin Netanyahu (como PM) | Likud                           | 10 de agosto de 1996     | 4 de septiembre de 1996  |
| 14   | Tzachi Hanegbi               | Likud                           | 4 de septiembre de 1996  | 6 de julio de 1999       |
| 15   | Yossi Beilin                 | Un Israel (Laborista)           | 6 de julio de 1999       | 7 de marzo de 2001       |
| 16   | Meir Sheetrit                | Likud                           | 7 de marzo de 2001       | 28 de febrero de 2003    |
| 17   | Tomy Lapid                   | Shinui                          | 28 de febrero de 2003    | 4 de diciembre de 2004   |
| 18   | Tzipi Livni                  | Likud; Kadima                   | 5 de diciembre de 2004   | 10 de enero de 2005      |
| 18   | Tzipi Livni                  | Likud; Kadima                   | 10 de enero de 2005      | 4 de mayo de 2006        |
| 19   | Haim Ramon                   | Kadima                          | 4 de mayo de 2006        | 22 de agosto de 2006     |
| –    | Meir Sheetrit                | Kadima                          | 23 de agosto de 2006     | 29 de noviembre de 2006  |
| (18) | Tzipi Livni                  | Kadima                          | 29 de noviembre de 2006  | 7 de febrero de 2007     |
| 20   | Daniel Friedmann             | Independiente                   | 7 de febrero de 2007     | 31 de marzo de 2009      |
| (13) | Yaakov Neeman                | Independiente                   | 31 de marzo de 2009      | 18 de marzo de 2013      |
| (18) | Tzipi Livni                  | Hatnuah                         | 18 de marzo de 2013      | 2 de diciembre de 2014   |
| –    | Benjamin Netanyahu (como PM) | Likud                           | 2 de diciembre de 2014   | 14 de mayo de 2015       |
| 21   | Ayelet Shaked                | La Casa Judía                   | 14 de mayo de 2015       | 2 de junio de 2019       |
| 22   | Amir Ohana                   | Likud                           | 5 de junio de 2019       | 17 de mayo de 2020       |
| 23   | Avi Nissenkorn               | Kajol Lavan                     | 17 de mayo de 2020       | 1 de enero de 2021       |
| 24   | Benny Gantz                  | Kajol Lavan                     | 1 de enero de 2021       | 13 de junio de 2021      |
| 25   | Gideon Sa'ar                 | Tikva Jadasha                   | 13 de junio de 2021      | 29 de diciembre de 2022  |
| 26   | Yariv Levin                  | Likud                           | 29 de diciembre de 2022  |                          |